# Bukovina (huyện Blansko)
Bukovina là một làng thuộc huyện Blansko, vùng Jihomoravský, Cộng hòa Séc.